# Carintia

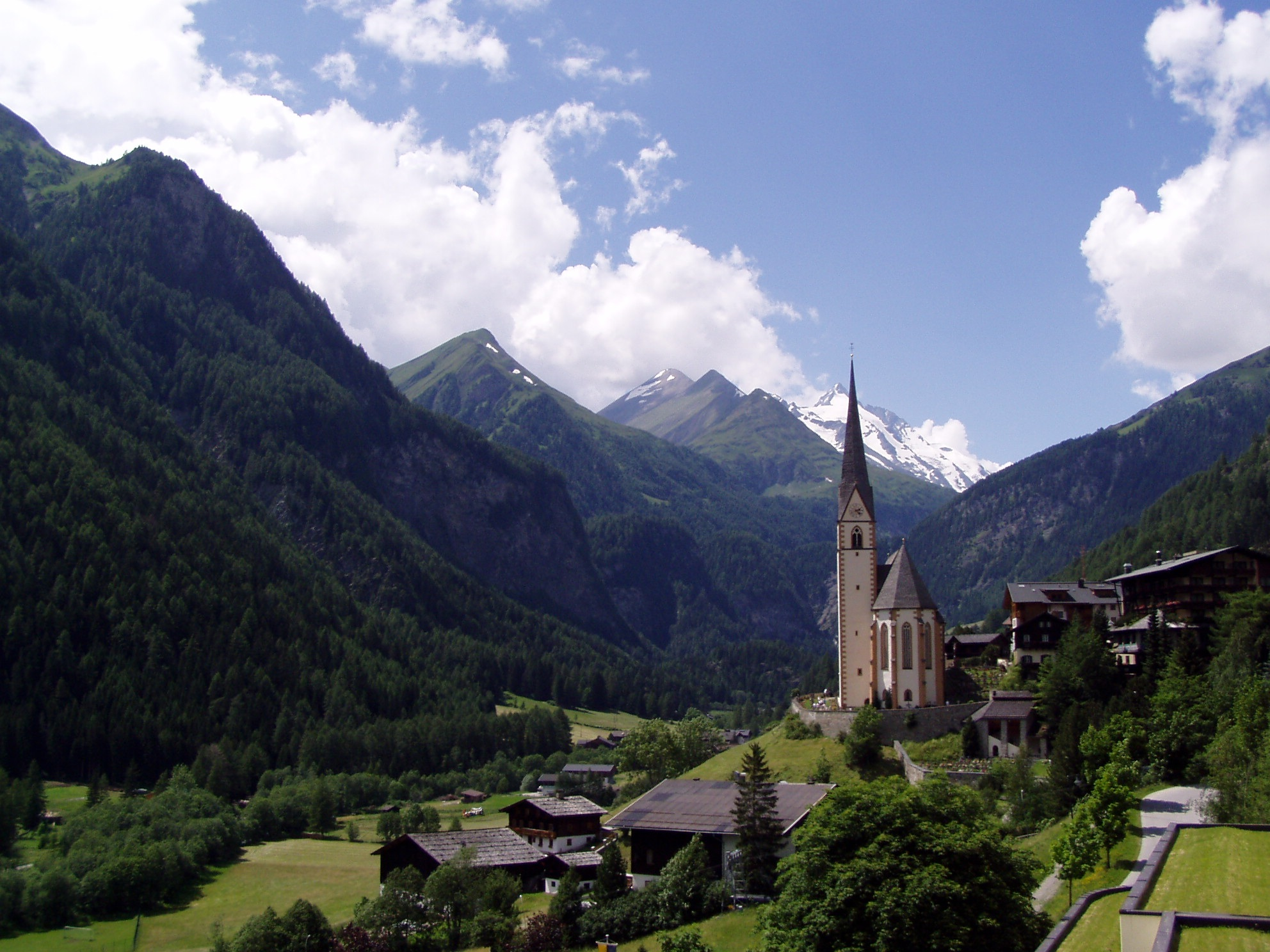
Paisaje de Carintia.

Carintia (en alemán, Kärnten; en esloveno; Koroška) es uno de los nueve estados federados (bundesland) que integran la República de Austria, localizado en el sur del país. En el estado reside una minoría étnica eslovena.

## Política
Las últimas elecciones se celebraron en 2023, con estos resultados (los partidos que formaron gobierno se muestran en negrita).
| Elecciones de Carintia de 2023 |         |       |         |             |
| Partido                        | Votos   | %     | Escaños | +/-         |
| SPÖ                            | 117.962 | 38,94 | 15      | 3           |
| FPÖ                            | 74.329  | 24,53 | 9       | Sin cambios |
| ÖVP                            | 51.637  | 17,04 | 7       | 1           |
| TK                             | 30.549  | 10,08 | 5       | 2           |

## Clima
| Datos climáticos por localidades | Datos climáticos por localidades   | Datos climáticos por localidades | Datos climáticos por localidades | Datos climáticos por localidades | Datos climáticos por localidades | Datos climáticos por localidades |
| Estación                         | Altitud sobre el nivel del mar (m) | Pluviosidad (mm)                 | Temperatura media (°C)           | Temperatura media (°C)           | Temperatura media (°C)           | Periodo                          |
| Estación                         | Altitud sobre el nivel del mar (m) | Pluviosidad (mm)                 | Año                              | Enero                            | Julio                            | Periodo                          |
| -------------------------------- | ---------------------------------- | -------------------------------- | -------------------------------- | -------------------------------- | -------------------------------- | -------------------------------- |
| Sonnblick                        | 3105                               | 1620                             | -5,7                             | -12,5                            | 1,8                              | 1961-1990                        |
| Heiligenblut                     | 1315                               | 857                              | 4,1                              | -5,8                             | 13,9                             | 1977-1990                        |
| Bad Bleiberg                     | 904                                | 1336                             | 5,5                              | -5,3                             | 15,4                             | 1961-1990                        |
| Nassfeld                         | 1525                               | 2121                             | 3,2                              | -4,3                             | 11,8                             | 1961-1978                        |
| Friesach                         | 634                                | 748                              | 6,7                              | -4,7                             | 16,7                             | 1961-1990                        |
| Klagenfurt                       | 447                                | 902                              | 7,6                              | -4,8                             | 18,3                             | 1961-1990                        |
| St. Andrä-Winkling               | 468                                | 811                              | 7,4                              | -4,3                             | 17,7                             | 1961-1990                        |

La tabla muestra los resultados de las estaciones climatológicas repartidas por el Estado federado de Carintia.